# ФК «Рубин» в сезоне 2009
«Рубин» в сезоне 2010 взял второе подряд чемпионство, играл в матче на Суперкубок России, дошел до финала Кубка России, прошел в стадию плей-офф Лиги Европы.

## Форма
Поставщик формы:  Nike
| Основная форма | Гостевая форма |

## Сезон 2009
Сезон 2009 «Рубин» открыл матчем за Суперкубок России против ЦСКА. Основное время матча закончилось вничью — 1:1 (голы забили: у «Рубина» — Роман Шаронов, у ЦСКА — Дейвидас Шемберас), во втором овертайме победный гол за ЦСКА забил Томаш Нецид. «Рубин», как победитель чемпионата, был номинальным хозяином, хотя матч проходил в Москве.

### Трансферы в межсезонье
В межсезонье команда усилилась защитниками Калешиным и Навасом, полузащитниками Быстровым и Горбанцом, также в клуб вернулся Домингес.

### Чемпионат России — первый круг
В 1-м туре ЧР-2009 казанцы принимали краснодарскую «Кубань» и разгромили гостей со счетом 3:0, дубль оформил Бухаров, гол на свой счет записал капитан команды Сергей Семак. В следующих двух турах игроки «Рубина» не смогли забить, но и не пропустили ни одного гола в играх со «Спартаком» (Нч) и ФК «Москва».
Выезд в Грозный в четвёртом туре закончился победой со счётом 2:1 благодаря голам Семака и Домингеса.
Домингес, Роман Шаронов и динамовец Кирилл Комбаров, забивший гол в свои ворота, установили окончательный счёт 3:0 в домашнем матче с «Динамо».
Первое поражение в сезоне казанцы потерпели в 6-м туре от московского «Спартака» 0:2. После чего действующие чемпионы отыгрались на «Сатурне» — 5:0 (хет-трик оформил Домингес) и «Томи» — 4:0.
Выезд в Пермь чуть было не закончился поражением, но благодаря голу капитана Сергея Семака на 95-й минуте казанцам удалось добиться ничьей (2:2).
В 10-м туре была одержана домашняя победа над «Локомотивом» (2:0), и «Рубин» вернулся на первую строчку в таблице.
В 12-м туре чемпион России уступил «Ростову» 0:2. Матч проводился при очень высокой температуре (+32 °C), полузащитник «Рубина» Пётр Быстров потерял сознание в конце матча. У игрока, которого доставили в больницу, было подозрение на геморрагический инсульт, но выяснилось, что у Быстрова лишь тяжелейший тепловой удар.
Благодаря победе со счётом 3:2 над «Химками» в перенесённом на начало июля матче 11-го тура «Рубин» снова занял первую строчку в таблице, опережая ФК «Москва» на одно очко. Бухаров оформил хет-трик.
В 13-м туре «Рубин» одержал победу над принципиальным соперником — самарскими «Крыльями Советов» — 2:1.
В 14-м туре «Рубин» уступил дома московскому ЦСКА 1:2, ведя по ходу игры, но пропустив два гола со стандартов во второй половине встречи.
В 15-м туре «Рубин» сыграл в гостях с петербургским «Зенитом» вничью — 0:0.

### Трансферное окно
В команду пришли полузащитники Муравски и Касаев, ушел на правах аренды Адамов, который так и не смог заиграть в «Рубине».

### Чемпионат России — второй круг
По итогам первого круга чемпионата «Рубин» занял первое место, набрав 28 очков. 2-е место — московский «Спартак» (27 очков), 3-е — ФК «Москва» (27 очков).
В 16-м туре «Рубин» дома обыграл нальчикский «Спартак» — 2:0.
В 17-м туре «Рубин» одержал в гостях уверенную победу над «Москвой» (3:1), делившей перед началом тура второе место в чемпионате с московским «Спартаком». В очередной раз отличился Бухаров, отдав точную голевую передачу Караденизу и позже забив гол головой во втором тайме. Окончательный счет в игре установил Домингес с пенальти.
В 18-м туре «Рубин» в домашнем поединке разгромил грозненский «Терек» со счётом 4:0, ведя в счёте 3:0 уже в первом тайме благодаря голу Домингеса и дублю Бухарова. Четвёртый гол был забит под конец встречи Бухаровым, который таким образом второй раз за сезон оформил хет-трик.
В следующем туре было обыграно столичное «Динамо» со счётом 3:0. Два гола на свой счет записал Домингес (оба — с пенальти), а в концовке встречи отличился Рязанцев после передачи Бухарова.
В 20-м туре «Рубину» выпало играть в «Лужниках» со своим главным преследователем — московским «Спартаком». В первом тайме Семак мощным дальним ударом забил гол в «девятку», а через несколько минут Домингес с пенальти удвоил преимущество казанцев. Во втором тайме Бухаров довершил разгром москвичей — 3:0, и «Рубин» увёз заслуженные очередные три очка из Москвы, уверенно переиграв главного конкурента.
В следующем туре казанцы принимали дома «Сатурн», которому на протяжении нескольких последних встреч не могли забить ни одного мяча на своем поле. Однако неудачная для «Рубина» серия прервалась уже на шестой минуте с голом Бухарова, а к перерыву счёт был 4:0 в пользу хозяев (дубль Рязанцева и гол Домингеса с пенальти). Итоговый счет 5:1 продлил победную серию «Рубина» до шести матчей с общим счётом 20:2. В этом же матче «Рубин» установил клубный статистический рекорд, забив за девять игр до окончания чемпионата больше мячей, чем за любой из предыдущих сезонов в Высшей лиге.
Далее последовала нулевая ничья в Томске, после чего «Рубин» неожиданно проиграл пермскому «Амкару» со счётом 1:2. Гол в этом матче записал на свой счёт Домингес на седьмой минуте матча со штрафного.
В 24-м туре «Рубин» проиграл на выезде московскому «Локомотиву» со счётом 1:2. Первым голом в сезоне отметился защитник Салуквадзе.
В 25-м туре Рубин выиграл дома у Химок со счётом 2:1 и прервал безвыигрышную серию из 3 матчей.
С таким же счетом был обыгран в следующем туре «Ростов». В этом матче принял участие поправившийся Пётр Быстров, который вышел на замену во втором тайме.
В 27-м туре домы были разгромлены самарские «Крылья Советов» со счётом 4:1. Голом и двумя голевыми передачами отличился турецкий легионер Гёкдениз Карадениз.
В 28-м туре «Рубин» выиграл на выезде у ЦСКА со счётом 2:0.
В 29-м туре «Рубин» официально оформил победу в чемпионате, сыграв на своём поле вничью с петербургским «Зенитом» 0:0.
В последнем туре чемпионата смешанный состав «Рубина», состоявший из игроков дубля и ближайшего резерва, разгромил «Кубань» со счётом 3:0 на её поле. Первыми голами за команду отметились Муравски и Портнягин.
«Рубин» установил рекорд Премьер-лиги, одержав 10 крупных побед за сезон.

### Лига чемпионов
Став чемпионом России 2008 года, «Рубин» получил право играть в Лиге чемпионов УЕФА, команда начала турнир с группового этапа. Соперниками казанского клуба на этой стадии стали действующий победитель Лиги чемпионов испанская «Барселона», итальянский «Интер» и киевское «Динамо».
В первом матче, с «Динамо» в гостях, «Рубин» вёл по ходу матча 1:0 (отличился Домингес со штрафного), но во втором тайме пропустил три гола и проиграл 1:3.
Во втором матче с «Интером» «Рубин» вышел вперед на 11-й минуте, гол забил Домингес, через 17 минут Станкович восстановил ничейный счёт в матче. Итоговый счёт: 1:1.
В третьем матче «Рубин» одержал первую в своей истории победу в Лиге чемпионов, обыграв текущего победителя этого турнира «Барселону» на её поле со счётом 2:1. С этой победой футболистов поздравил Дмитрий Медведев. В честь победы Рубина над Барселоной жители Казани высадили на берегу озера Кабан «Рубиновую аллею» из 150 деревьев.
В следующих турах в домашних матчах с «Барселоной» и киевским «Динамо» были зафиксированы ничьи со счётом 1:1 и 0:0.
В последнем же, шестом матче, казанцы, играя без трёх футболистов основного состава (без Бухарова, Шаронова и Ансальди), на выезде проиграли «Интеру» — 2:0.

### Матчи 2009 года
| №  | Дата             | Матч            | Счёт | Соревнование      | Этап           |
| 1  | 17 января 2009   | Пахтакор        | 1:1  | Кубок Содружества | Групповой этап |
| 2  | 18 января 2009   | Актобе          | 0:2  | Кубок Содружества | Групповой этап |
| 3  | 20 января 2009   | Арарат          | 3:2  | Кубок Содружества | Групповой этап |
| 4  | 7 марта 2009     | ЦСКА            | 1:2  | Суперкубок России | Финал          |
| 5  | 14 марта 2009    | Кубань          | 3:0  | Чемпионат России  | 1-й тур        |
| 6  | 22 марта 2009    | Спартак-Нальчик | 0:0  | Чемпионат России  | 2-й тур        |
| 7  | 4 апреля 2009    | Москва          | 0:0  | Чемпионат России  | 3-й тур        |
| 8  | 11 апреля 2009   | Терек           | 2:1  | Чемпионат России  | 4-й тур        |
| 9  | 15 апреля 2009   | Сибирь          | 2:0  | Кубок России      | 1/4 финала     |
| 10 | 19 апреля 2009   | Динамо Москва   | 3:0  | Чемпионат России  | 5-й тур        |
| 11 | 25 апреля 2009   | Спартак М       | 0:2  | Чемпионат России  | 6-й тур        |
| 12 | 2 мая 2009       | Сатурн          | 5:0  | Чемпионат России  | 7-й тур        |
| 13 | 6 мая 2009       | Москва          | 1:0  | Кубок России      | 1/2 финала     |
| 14 | 11 мая 2009      | Томь            | 4:0  | Чемпионат России  | 8-й тур        |
| 15 | 16 мая 2009      | Амкар           | 2:2  | Чемпионат России  | 9-й тур        |
| 16 | 23 мая 2009      | Локомотив       | 2:0  | Чемпионат России  | 10-й тур       |
| 17 | 31 мая 2009      | ЦСКА            | 0:1  | Кубок России      | Финал          |
| 18 | 13 июня 2009     | Ростов          | 0:2  | Чемпионат России  | 12-й тур       |
| 19 | 6 июля 2009      | Химки           | 3:2  | Чемпионат России  | 11-й тур       |
| 20 | 11 июля 2009     | Крылья Советов  | 2:1  | Чемпионат России  | 13-й тур       |
| 21 | 15 июля 2009     | Волга Тверь     | 3:4  | Кубок России      | 1/16 финала    |
| 22 | 18 июля 2009     | ЦСКА            | 1:2  | Чемпионат России  | 14-й тур       |
| 23 | 25 июля 2009     | Зенит           | 0:0  | Чемпионат России  | 15-й тур       |
| 24 | 31 июля 2009     | Спартак-Нальчик | 2:0  | Чемпионат России  | 16-й тур       |
| 25 | 8 августа 2009   | Москва          | 3:1  | Чемпионат России  | 17-й тур       |
| 26 | 16 августа 2009  | Терек           | 4:0  | Чемпионат России  | 18-й тур       |
| 27 | 23 августа 2009  | Динамо Москва   | 3:0  | Чемпионат России  | 19-й тур       |
| 28 | 30 августа 2009  | Спартак М       | 3:0  | Чемпионат России  | 20-й тур       |
| 29 | 12 сентября 2009 | Сатурн          | 5:1  | Чемпионат России  | 21-й тур       |
| 30 | 16 сентября 2009 | Динамо Киев     | 1:3  | Лига чемпионов    | Групповой этап |
| 31 | 20 сентября 2009 | Томь            | 0:0  | Чемпионат России  | 22-й тур       |
| 32 | 25 сентября 2009 | Амкар           | 1:2  | Чемпионат России  | 23-й тур       |
| 33 | 29 сентября 2009 | Интер           | 1:1  | Лига чемпионов    | Групповой этап |
| 34 | 4 октября 2009   | Локомотив       | 1:2  | Чемпионат России  | 24-й тур       |
| 35 | 17 октября 2009  | Химки           | 2:1  | Чемпионат России  | 25-й тур       |
| 36 | 20 октября 2009  | Барселона       | 2:1  | Лига чемпионов    | Групповой этап |
| 37 | 25 октября 2009  | Ростов          | 2:1  | Чемпионат России  | 26-й тур       |
| 38 | 30 октября 2009  | Крылья Советов  | 4:1  | Чемпионат России  | 27-й тур       |
| 39 | 4 ноября 2009    | Барселона       | 0:0  | Лига чемпионов    | Групповой этап |
| 40 | 8 ноября 2009    | ЦСКА            | 2:0  | Чемпионат России  | 28-й тур       |
| 41 | 21 ноября 2009   | Зенит           | 0:0  | Чемпионат России  | 29-й тур       |
| 42 | 24 ноября 2009   | Динамо Киев     | 0:0  | Лига чемпионов    | Групповой этап |
| 43 | 29 ноября 2009   | Кубань          | 3:0  | Чемпионат России  | 30-й тур       |
| 44 | 9 декабря 2009   | Интер           | 0:2  | Лига чемпионов    | Групповой этап |

Итого: 44 матча; 23 победы, 10 ничьих, 11 поражений.

## Состав

### Основной состав
| №  |                | Поз. | Имя                             | Год рождения |
| -- | -------------- | ---- | ------------------------------- | ------------ |
| 1  | Флаг России    | Вр   | Сергей Козко                    | 1975         |
| 29 | Флаг Грузии    | Вр   | Нукри Ревишвили                 | 1987         |
| 77 | Флаг России    | Вр   | Сергей Рыжиков (третий капитан) | 1980         |
| 2  | Флаг Хорватии  | Защ  | Степан Томас                    | 1976         |
| 3  | Флаг Аргентины | Защ  | Кристиан Ансальди               | 1986         |
| 4  | Флаг Испании   | Защ  | Сесар Навас                     | 1980         |
| 9  | Флаг Грузии    | Защ  | Лаша Салуквадзе                 | 1981         |
| 19 | Флаг России    | Защ  | Виталий Калешин                 | 1980         |
| 22 | Флаг России    | Защ  | Александр Орехов                | 1983         |
| 24 | Флаг России    | Защ  | Алексей Попов                   | 1978         |
| 27 | Флаг Грузии    | Защ  | Дато Квирквелия                 | 1980         |
| 76 | Флаг России    | Защ  | Роман Шаронов (вице-капитан)    | 1976         |
| 5  | Флаг России    | ПЗ   | Пётр Быстров                    | 1979         |
| 6  | Флаг ЮАР       | ПЗ   | Макбет Сибайя                   | 1977         |

| №  |                  | Поз. | Имя                    | Год рождения |
| -- | ---------------- | ---- | ---------------------- | ------------ |
| 7  | Флаг России      | ПЗ   | Сергей Семак (капитан) | 1976         |
| 15 | Флаг России      | ПЗ   | Александр Рязанцев     | 1986         |
| 16 | Флаг Эквадора    | ПЗ   | Кристиан Нобоа         | 1985         |
| 23 | Флаг России      | ПЗ   | Евгений Баляйкин       | 1988         |
| 32 | Флаг России      | ПЗ   | Андрей Горбанец        | 1985         |
| 42 | Флаг Польши      | ПЗ   | Рафал Муравски         | 1981         |
| 43 | Флаг России      | ПЗ   | Алексей Котляров       | 1989         |
| 61 | Флаг Турции      | ПЗ   | Гёкдениз Карадениз     | 1980         |
| 88 | Флаг России      | ПЗ   | Алан Касаев            | 1986         |
| 10 | Флаг Аргентины   | Нап  | Алехандро Домингес     | 1981         |
| 11 | Флаг России      | Нап  | Александр Бухаров      | 1985         |
| 67 | Флаг Узбекистана | Нап  | Даврон Мирзаев         | 1989         |
| 97 | Флаг России      | Нап  | Игорь Портнягин        | 1989         |
| 99 | Флаг Турции      | Нап  | Хасан Кабзе            | 1982         |

### Молодёжный состав
| №  |                  | Поз. | Имя                       | Год рождения |
| -- | ---------------- | ---- | ------------------------- | ------------ |
| 30 | Флаг России      | Вр   | Евгений Черемисин         | 1988         |
| 64 | Флаг России      | Вр   | Дмитрий Кортнев           | 1989         |
| 44 | Флаг России      | Защ  | Игорь Климов              | 1989         |
| 53 | Флаг России      | Защ  | Сердар Иоломанов          | 1992         |
| 65 | Флаг России      | Защ  | Максим Жестоков (капитан) | 1991         |
| 80 | Флаг России      | Защ  | Дмитрий Тарабриков        | 1990         |
| 81 | Флаг России      | Защ  | Ильдар Бикчантаев         | 1990         |
| 12 | Флаг Италии      | ПЗ   | Валерио Бранди            | 1990         |
| 41 | Флаг России      | ПЗ   | Ильсур Самигуллин         | 1991         |
| 49 | Флаг Узбекистана | ПЗ   | Вагиз Галиулин            | 1987         |

| №  |                    | Поз. | Имя                | Год рождения |
| -- | ------------------ | ---- | ------------------ | ------------ |
| 50 | Флаг Таджикистана  | ПЗ   | Парвизчон Умарбоев | 1994         |
| 54 | Флаг России        | ПЗ   | Алмаз Аскаров      | 1992         |
| 56 | Флаг России        | ПЗ   | Руслан Нагаев      | 1989         |
| 83 | Флаг России        | ПЗ   | Владимир Чернов    | 1991         |
| 90 | Флаг России        | ПЗ   | Артём Кулеша       | 1990         |
| 95 | Флаг России        | ПЗ   | Алишер Джалилов    | 1993         |
| 52 | Флаг Узбекистана   | Нап  | Аюбхон Гаппаров    | 1992         |
| 68 | Флаг России        | Нап  | Илья Кухарчук      | 1990         |
| 92 | Флаг Туркменистана | Нап  | Вахыт Оразсахедов  | 1992         |

## Трансферы 2008—2009

### Пришли
| Поз. |                | Игрок              |               | Прежний клуб |
| ---- | -------------- | ------------------ | ------------- | ------------ |
| Защ  | Флаг России    | Виталий Калешин    | Флаг России   | Москва       |
| Защ  | Флаг России    | Анри Хагуш         | Флаг Беларуси | БАТЭ         |
| Защ  | Флаг Испании   | Сесар Навас        | Флаг Испании  | Расинг       |
| П/з  | Флаг Польши    | Рафал Муравский    | Флаг Польши   | Лех          |
| П/з  | Флаг России    | Пётр Быстров       | Флаг России   | Москва       |
| П/з  | Флаг России    | Андрей Горбанец    | Флаг России   | Сибирь       |
| П/з  | Флаг России    | Алан Касаев        | Флаг России   | Кубань       |
| Нап  | Флаг Аргентины | Алехандро Домингес | Флаг России   | Зенит (СПб)  |

### Ушли
| Поз. |                         | Игрок                    |               | Новый клуб       |
| ---- | ----------------------- | ------------------------ | ------------- | ---------------- |
| Защ  | Флаг Узбекистана        | Андрей Фёдоров           |               | завершил карьеру |
| Защ  | Флаг Бразилии           | Джефтон Феррейра де Сена | Флаг Хорватии | Загреб           |
| Защ  | Флаг России             | Анри Хагуш*              | Флаг России   | Кубань           |
| Защ  | Флаг Бразилии           | Габриэль Фернандо Ац*    | Флаг Испании  | Химнастик        |
| П/з  | Флаг России             | Андрей Кобенко           | Флаг России   | Терек            |
| П/з  | Флаг России             | Махач Гаджиев**          | Флаг России   | Сатурн           |
| Нап  | Флаг России             | Роман Адамов*            | Флаг России   | Крылья Советов   |
| Нап  | Флаг Украины            | Сергей Ребров            |               | завершил карьеру |
| Нап  | Флаг Сербии (2004—2010) | Саво Милошевич           |               | завершил карьеру |

* В аренду. 

** Из аренды.